# S.V. Petersen
S.V. Petersen (1914 – 1987) was een Afrikaanstalige Zuid-Afrikaanse dichter en auteur.

## Biografie
Sydney Vernon Petersen werd geboren in 1914 in Riversdal, een stadje in het zuiden van West-Kaap. Hij was het tweede kind uit een gezin met vijf kinderen; zijn vader was tuigmaker van beroep. Vooral gestimuleerd door de moeder behaalden alle kinderen in het gezin (minimaal) hun onderwijsdiploma. Petersen bezocht de plaatselijke zendingsschool en voor middelbaar onderwijs ging hij naar Kaapstad, waar hij Trafalgar High School doorliep. Petersen was gedurende zijn gehele studententijd bezig met atletiek, waar hij in uitblonk. Tijdens zijn laatste jaar op de middelbare school woonde hij bij een dominee van de Lutherse Zendingskerk, die, volgens Petersen, een bijzonder goede invloed op zijn persoonlijke ontwikkeling heeft gehad. Zijn onderwijzersopleiding deed hij begin dertiger jaren aan het Battswood Opleidingskollege (kweekschool) in Wynberg, Kaapstad en zijn eerste onderwijzerspost was in Ladismith. Hij keerde terug naar Kaapstad om Afrikaans, Engels en wiskunde te studeren terwijl hij in zijn onderhoud voorzag door les te geven in District Six.
Na zijn studie werd hij hoofd van het Battswood Opleidingskollege en in 1947 hoofd van Athlone High School. Hij trad af in 1975. Petersen ondernam verschillende buitenlandse reizen, o.a. naar Nederland, Engeland en Amerika waar hij lezingen gaf over opvoedkunde en letterkunde.
Hij stierf op 73-jarige leeftijd na een kort ziekbed in het Groote Schuur-ziekenhuis in Kaapstad.

## De dichter
Petersen begon met dichten op de lagere school. Hoewel hij vooral bekend is geworden als dichter begon hij zijn schrijversloopbaan met korte verhalen en schetsen die in kranten en tijdschriften werden gepubliceerd. Vanaf 1940 werd zijn stukjes opgenomen in Die Naweek, Suid-Afrika en Die Huisgenoot. Tussen 1944 en 1965 publiceerde hij zes dichtbundels en een roman.
De dichter, die volgens Zuid-Afrika´s rassenwetten tot de kleurlingbevolking behoorde, heeft zijn leven lang geleden onder het feit dat hij op grond van zijn afkomst steeds een tweederangs burger was. Residentiële segregatie, het verbod op gemengde huwelijken en de dagelijkse discriminatie hebben diepe wonden in hem geslagen. Met zijn bundels Die Enkeling en Die stil kind en ander verse was hij een van de eerste dichters die zich het lot van de gekleurde medemens aantrok. Zo sprak hij van Die vloekstraf van ´n donker huid. Zijn roman As die son ondergaan gaat over een jongeman uit de kleurlinggemeenschap die zijn geluk in Kaapstad probeert te vinden.
Na een stilte van 12 jaar verschenen er vier poëzie bundels waarin het verzet tegen rassendiscriminatie sterker aanwezig is. In zijn laatste bundel Laat kom dan die wind gaat hij terug naar plekken van vroeger, die een rol gespeeld hebben in zijn leven. Meditations on the brink: dedicated with reverence to the life-work of Willem Zeylmans van Emmichoven werd in 1962 in Nederland uitgegeven. Alleenstryd is een verzamelbundel door Petersen zelf samengesteld.

### Poëzie
- 1944 - Die Enkeling
- 1948 - Die stil kind
- 1960 - Die kinders van Kain
- 1965 - Suiderkruis
- 1980 - Nag is verby
- 1985 - Laat kom dan die wind
- 1979 - Alleenstryd

### Overig
- 1945 - As die son ondergaan (roman)
- 1962 - Meditations on the brink